# Mortes em outubro de 2022
Mortes em 2022: ← Janeiro – Fevereiro – Março – Abril – Maio – Junho – Julho – Agosto – Setembro – Outubro – Novembro – Dezembro →
Esta é uma relação de pessoas notáveis que morreram durante o mês outubro de 2022, listando nome, nacionalidade, ocupação e ano de nascimento.

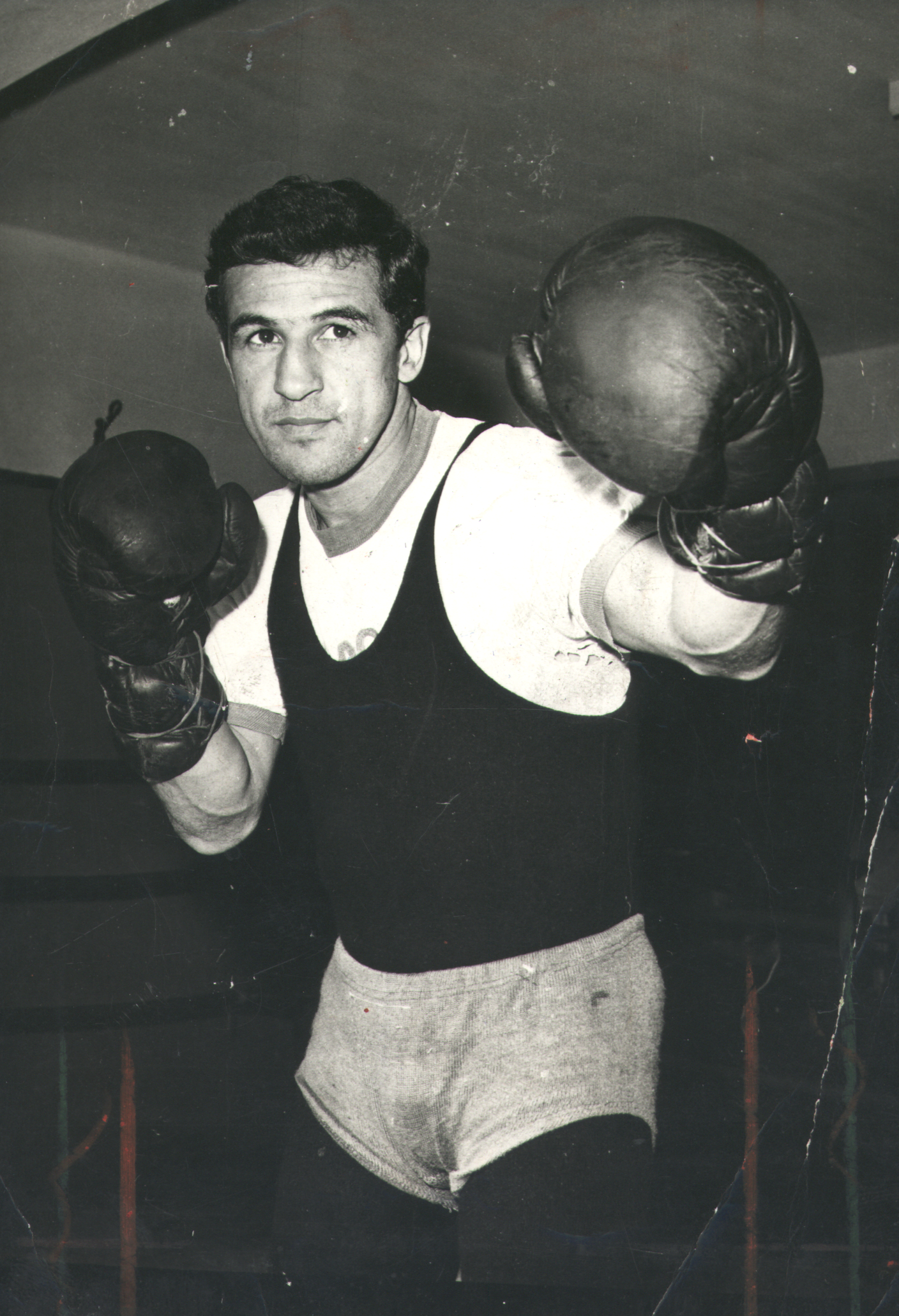
Éder Jofre, pugilista brasileiro.

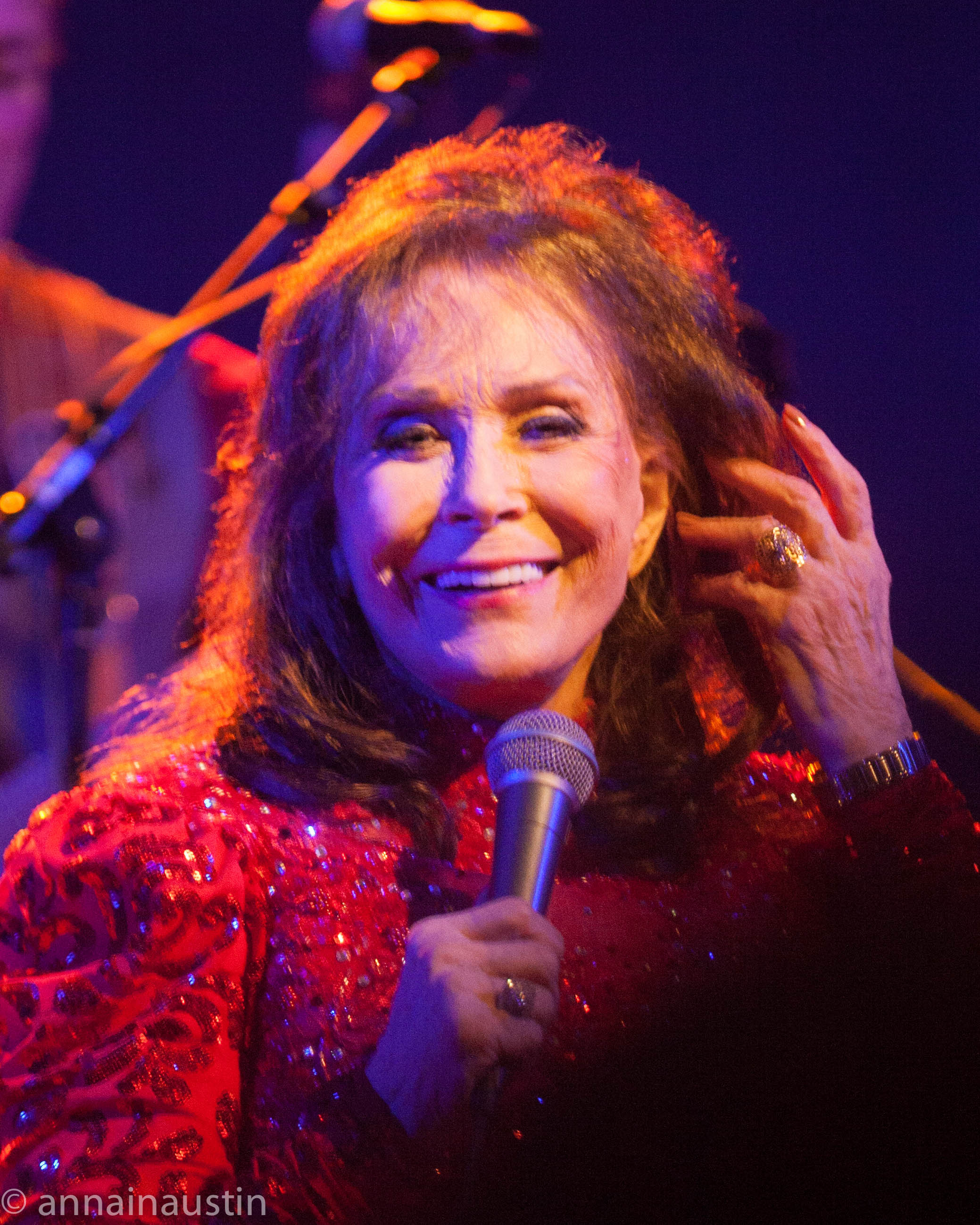
Loretta Lynn, cantora e compositora estadunidense.

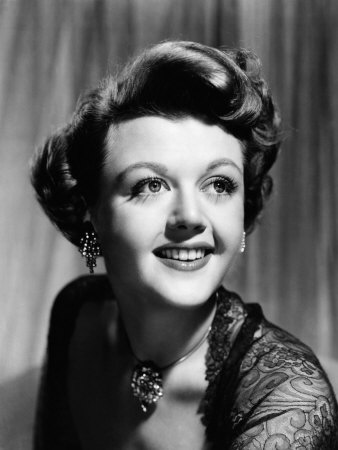
Angela Lansbury, atriz britânica.

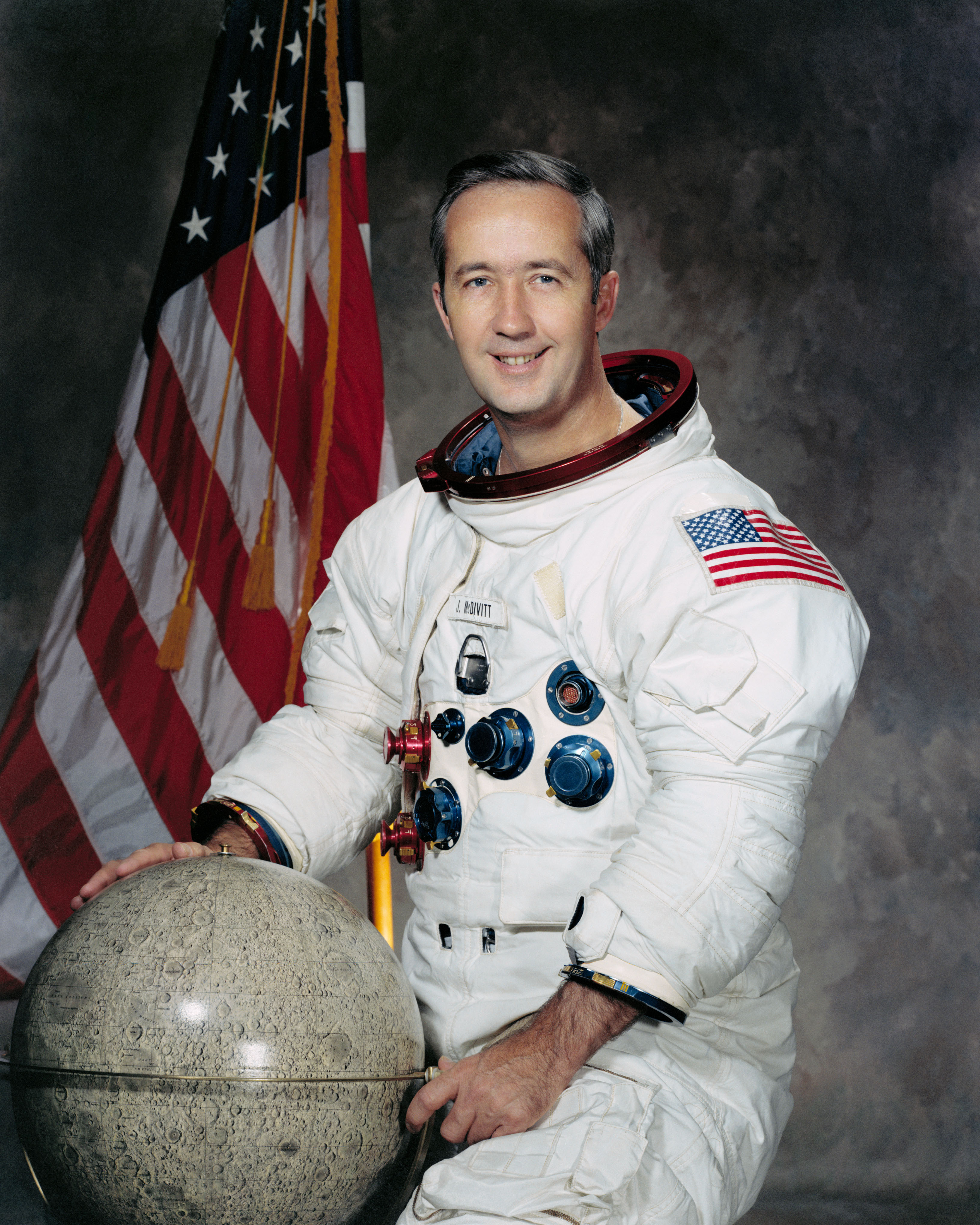
James McDivitt, astronauta estadunidense.

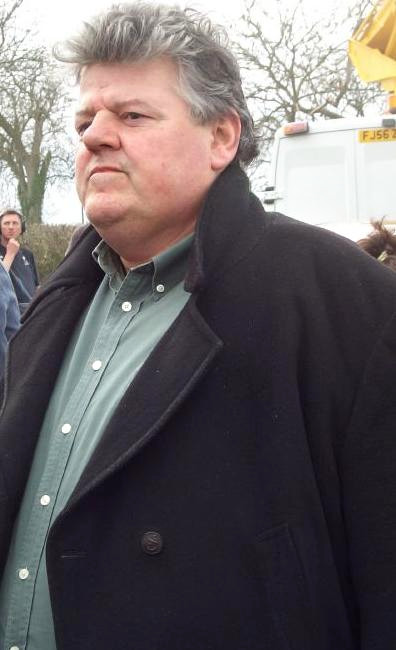
Robbie Coltrane, ator britânico.

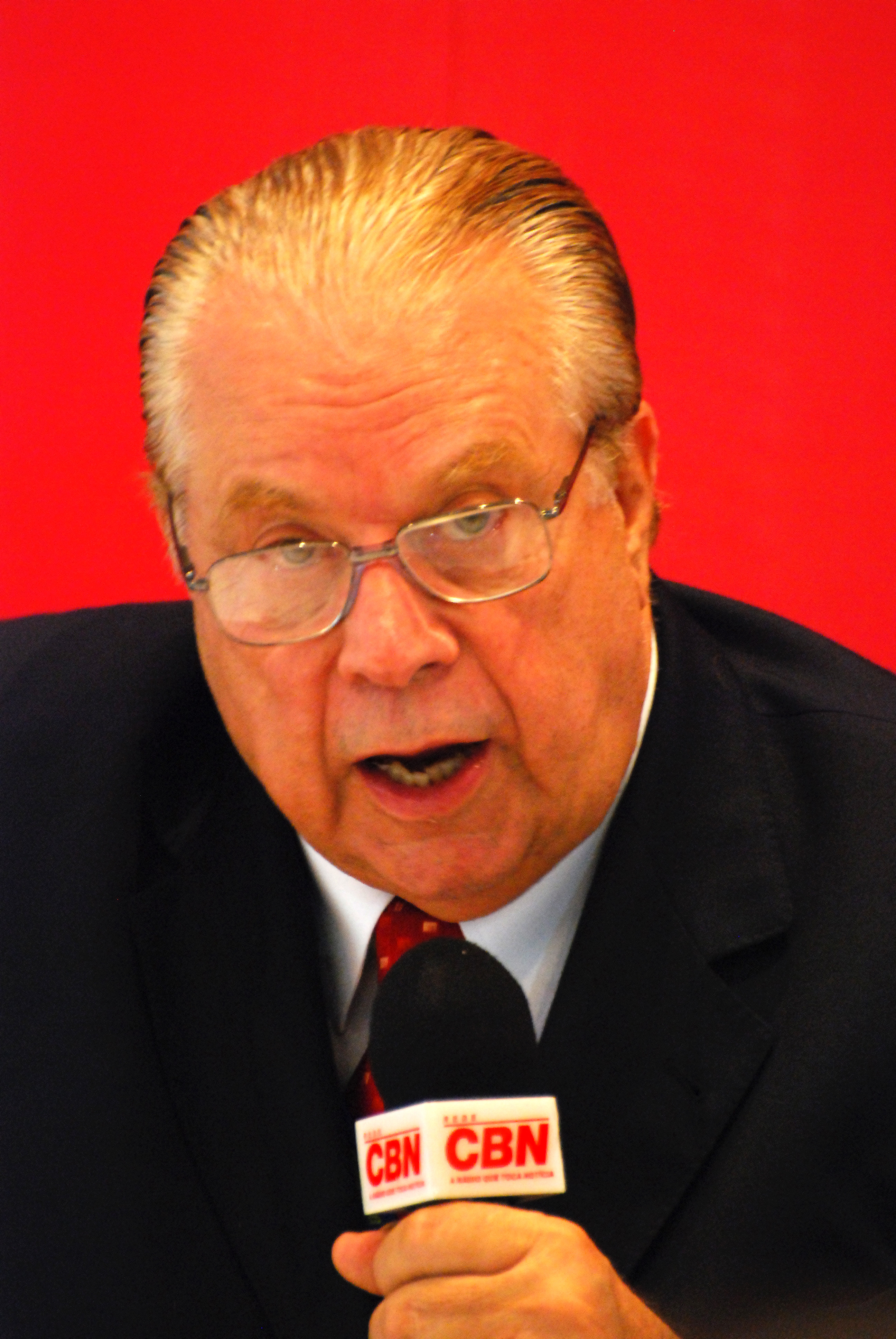
Ethevaldo Siqueira, jornalista brasileiro.

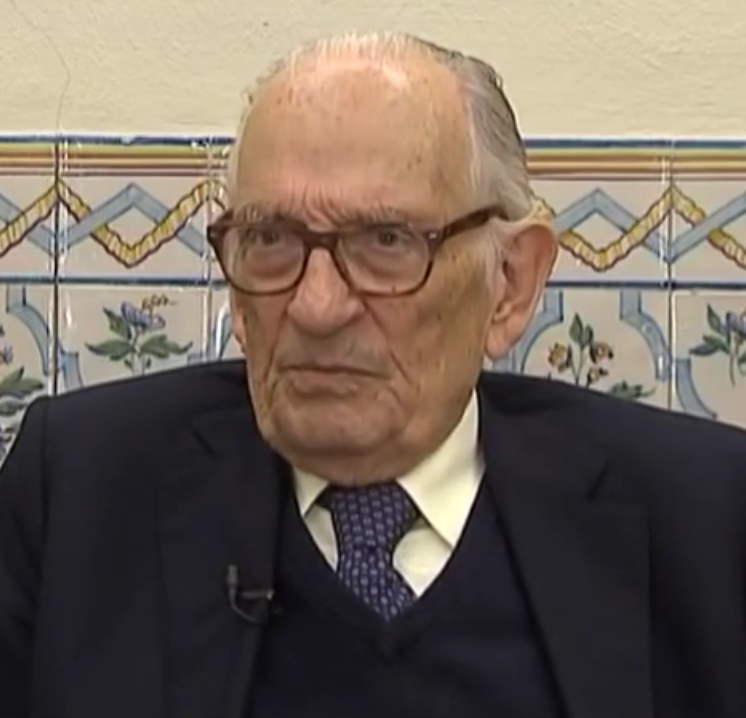
Adriano Moreira, professor universitário e político português.

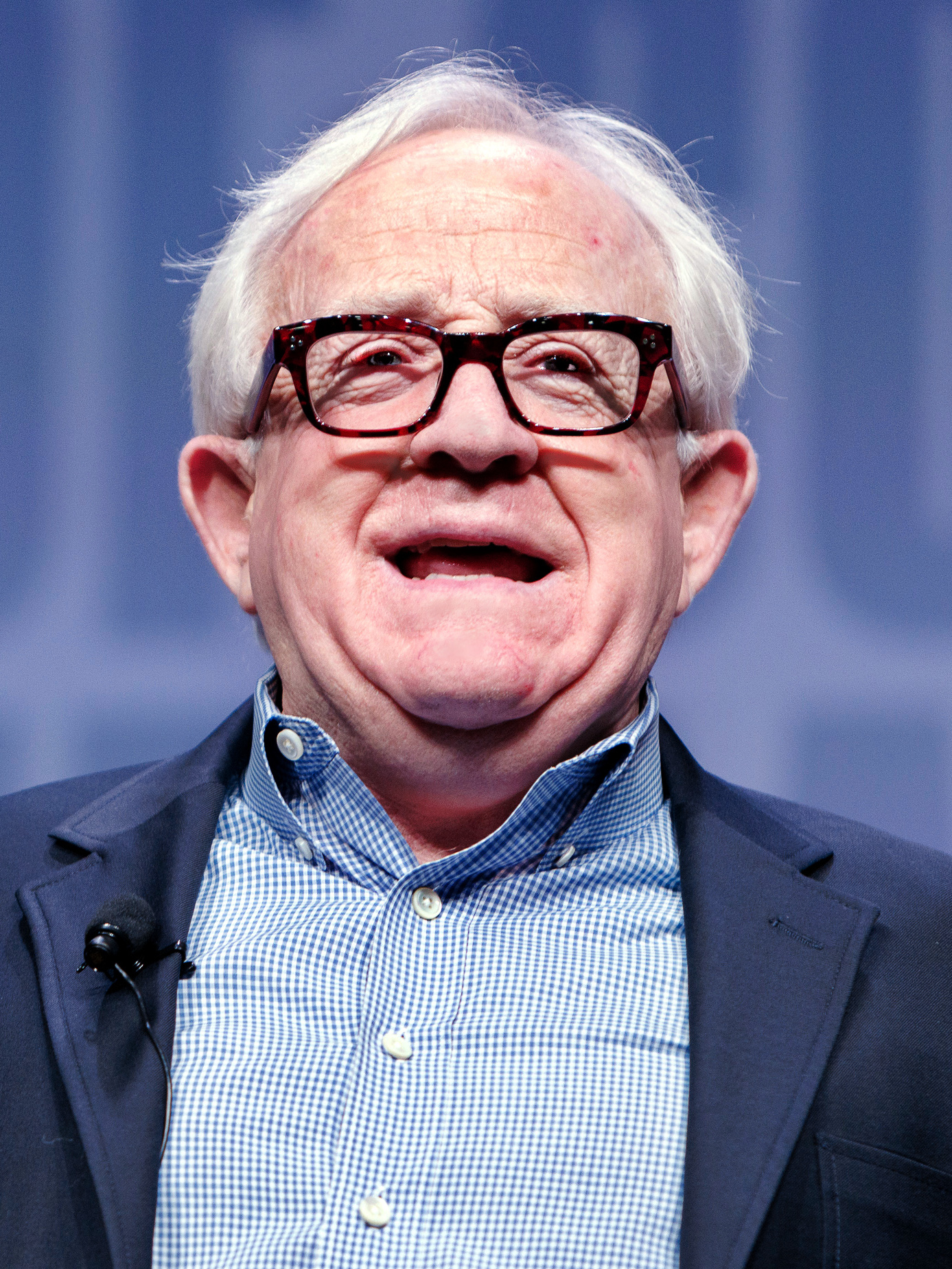
Leslie Jordan, ator estadunidense.

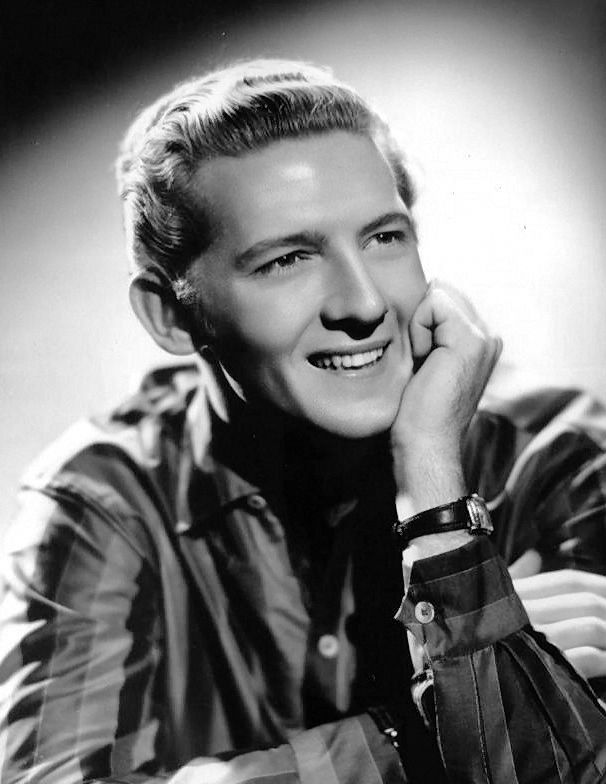
Jerry Lee Lewis, cantor e compositor estadunidense.

| Dia | Nome                               | Profissão ou motivo de reconhecimento   | Nacionalidade                 | Nasc. | Ref    |
| --- | ---------------------------------- | --------------------------------------- | ----------------------------- | ----- | ------ |
| 2   | Éder Jofre                         | Pugilista                               | Brasil                        | 1936  | [ 1 ]  |
| 2   | Sacheen Littlefeather              | Ativista e atriz                        | Estados Unidos                | 1946  | [ 2 ]  |
| 2   | Valeriano Ferrão                   | Político e diplomata                    | Moçambique                    | 1939  | [ 3 ]  |
| 2   | Wolfgang Haken                     | Matemático e professor                  | Alemanha                      | 1928  | [ 4 ]  |
| 3   | Helge Törn                         | Ciclista                                | Finlândia                     | 1928  | [ 5 ]  |
| 4   | Loretta Lynn                       | Cantora e compositora                   | Estados Unidos                | 1932  | [ 6 ]  |
| 4   | Jesús del Muro                     | Futebolista                             | México                        | 1937  | [ 7 ]  |
| 4   | Peter Robinson                     | Escritor                                | Canadá/ Reino Unido           | 1950  | [ 8 ]  |
| 5   | Ann-Christine Nyström              | Cantora                                 | Finlândia                     | 1944  | [ 9 ]  |
| 6   | Phil Read                          | Motociclista                            | Reino Unido                   | 1939  | [ 10 ] |
| 6   | Sara Lee                           | Lutadora                                | Estados Unidos                | 1992  | [ 11 ] |
| 7   | Toshi Ichiyanagi                   | Compositor                              | Japão                         | 1933  | [ 12 ] |
| 7   | Brenda MacGibbon                   | Matemática                              | Canadá                        | 1944  | [ 13 ] |
| 7   | Bill Nieder                        | Atleta                                  | Estados Unidos                | 1933  | [ 14 ] |
| 7   | Al Ries                            | Economista                              | Estados Unidos                | 1926  | [ 15 ] |
| 8   | Gerben Karstens                    | Ciclista                                | Países Baixos                 | 1942  | [ 16 ] |
| 8   | Brígida Baltar                     | Artista plástica                        | Brasil                        | 1959  | [ 17 ] |
| 8   | Christian Reinsch                  | Matemático                              | Alemanha                      | 1934  | [ 18 ] |
| 9   | Bruno Latour                       | Sociólogo                               | França                        | 1947  | [ 19 ] |
| 9   | Eileen Ryan                        | Atriz                                   | Estados Unidos                | 1927  | [ 20 ] |
| 10  | Viktor Logunov                     | Ciclista                                | Rússia/ União Soviética       | 1944  | [ 21 ] |
| 10  | Mário César Camargo                | Ator                                    | Brasil                        | 1947  | [ 22 ] |
| 11  | Angela Lansbury                    | Atriz                                   | Reino Unido                   | 1925  | [ 23 ] |
| 11  | Sônia Gumes Andrade                | Médica                                  | Brasil                        | 1928  | [ 24 ] |
| 11  | Charles Sherrod                    | Ativista                                | Estados Unidos                | 1937  | [ 25 ] |
| 12  | Lucious Jackson                    | Basquetebolista                         | Estados Unidos                | 1941  | [ 26 ] |
| 12  | Manoel Victor Cavalcante           | Arquiteto e político                    | Brasil                        | 1958  | [ 27 ] |
| 12  | Robert West                        | Químico                                 | Estados Unidos                | 1928  | [ 28 ] |
| 12  | Ralph Pearson                      | Químico                                 | Estados Unidos                | 1919  | [ 29 ] |
| 13  | Sérgio da Costa Franco             | Historiador e jornalista                | Brasil                        | 1928  | [ 30 ] |
| 13  | James McDivitt                     | Astronauta                              | Estados Unidos                | 1929  | [ 31 ] |
| 14  | Robbie Coltrane                    | Ator                                    | Reino Unido                   | 1950  | [ 32 ] |
| 14  | Alexandros Nikolaidis              | Atleta                                  | Grécia                        | 1979  | [ 33 ] |
| 14  | Ted White                          | Dublê e ator                            | Estados Unidos                | 1926  | [ 34 ] |
| 14  | Kay Parker                         | Atriz pornográfica                      | Reino Unido                   | 1944  | [ 35 ] |
| 15  | Milton Cabral                      | Político, industrial e engenheiro       | Brasil                        | 1921  | [ 36 ] |
| 15  | Ruth Rita                          | Modelo e empresária                     | Portugal                      | 1972  | [ 37 ] |
| 15  | Abu al-Hasan al-Hashimi al-Qurashi | Terrorista                              | Iraque                        | ?     | [ 38 ] |
| 16  | Paulo Henrique Paes Landim         | Médico e político                       | Brasil                        | 1938  | [ 39 ] |
| 16  | Lodewijk van den Berg              | Astronauta e engenheiro químico         | Estados Unidos/ Países Baixos | 1932  | [ 40 ] |
| 16  | Ian Whittaker                      | Diretor de arte                         | Reino Unido                   | 1928  | [ 41 ] |
| 16  | Hans Michalsky                     | Ciclista                                | Alemanha                      | 1949  | [ 42 ] |
| 17  | Yury Klimov                        | Handebolista                            | Rússia/ União Soviética       | 1940  | [ 43 ] |
| 17  | Ethevaldo Siqueira                 | Jornalista                              | Brasil                        | 1932  | [ 44 ] |
| 17  | Angelo Venosa                      | Escultor                                | Brasil                        | 1954  | [ 45 ] |
| 17  | Claudio Biern Boyd                 | Animador                                | Espanha                       | 1940  | [ 46 ] |
| 17  | Carlos Sousa Reis                  | Biólogo marinho                         | Portugal                      | ?     | [ 47 ] |
| 18  | Franco Gatti                       | Cantor                                  | Itália                        | 1941  | [ 48 ] |
| 18  | Mauro Ribeiro Viegas               | Arquiteto                               | Brasil                        | 1919  | [ 49 ] |
| 18  | Robert Gordon                      | Cantor                                  | Estados Unidos                | 1947  | [ 50 ] |
| 18  | John P. Meier                      | Padre                                   | Estados Unidos                | 1942  | [ 51 ] |
| 19  | Omar Borrás                        | Treinador de futebol                    | Uruguai                       | 1929  | [ 52 ] |
| 19  | Kouji Nakamoto                     | Ator                                    | Japão                         | 1941  | [ 53 ] |
| 19  | Dália Cunha                        | Ginasta                                 | Portugal                      | 1928  | [ 54 ] |
| 19  | Joanna Simon                       | Cantora de ópera                        | Estados Unidos                | 1940  | [ 55 ] |
| 19  | Dave Herman                        | Jogador de futebol americano            | Estados Unidos                | 1941  | [ 56 ] |
| 20  | Olavo Egydio Monteiro de Carvalho  | Engenheiro e empresário                 | Brasil                        | 1942  | [ 57 ] |
| 20  | Lucy Simon                         | Cantora e compositora                   | Estados Unidos                | 1940  | [ 58 ] |
| 21  | Masato Kudo                        | Futebolista                             | Japão                         | 1990  | [ 59 ] |
| 21  | Silvana Suárez                     | Modelo                                  | Argentina                     | 1958  | [ 60 ] |
| 21  | Aldair da Silva                    | Futebolista                             | Brasil                        | 1991  | [ 61 ] |
| 22  | Waldemar Pires                     | Dirigente esportivo e empresário        | Brasil                        | 1933  | [ 62 ] |
| 22  | Dietrich Mateschitz                | Empresário                              | Áustria                       | 1944  | [ 63 ] |
| 22  | Luiz Galvão                        | Poeta e músico                          | Brasil                        | 1937  | [ 64 ] |
| 22  | Leszek Engelking                   | Poeta e escritor                        | Polónia                       | 1955  | [ 65 ] |
| 23  | Adriano Moreira                    | Professor universitário e político      | Portugal                      | 1922  | [ 66 ] |
| 23  | Carlos Melancia                    | Empresário e político                   | Portugal                      | 1927  | [ 67 ] |
| 23  | Amou Haji                          | Homem mais sujo do mundo                | Irão                          | 1928  | [ 68 ] |
| 24  | Leslie Jordan                      | Ator                                    | Estados Unidos                | 1955  | [ 69 ] |
| 24  | Tomasz Wójtowicz                   | Voleibolista                            | Polónia                       | 1953  | [ 70 ] |
| 24  | Ashton Carter                      | Político e professor                    | Estados Unidos                | 1954  | [ 71 ] |
| 24  | Patricia Morán                     | Atriz                                   | México                        | 1925  | [ 72 ] |
| 25  | Brian Robinson                     | Ciclista                                | Reino Unido                   | 1930  | [ 73 ] |
| 25  | Gordon Fee                         | Teólogo                                 | Estados Unidos                | 1934  | [ 74 ] |
| 25  | Romildo Soares                     | Cantor e compositor                     | Brasil                        | 1961  | [ 75 ] |
| 26  | Alfredo Sobreira                   | Ator                                    | Portugal                      | 1931  | [ 76 ] |
| 26  | Mike Birch                         | Navegador                               | Canadá                        | 1931  | [ 77 ] |
| 26  | Michael Basman                     | Enxadrista e autor                      | Reino Unido                   | 1946  | [ 78 ] |
| 26  | Julie Powell                       | Escritora e autora                      | Estados Unidos                | 1973  | [ 79 ] |
| 26  | Pierre Soulages                    | Pintor e gravador                       | França                        | 1919  | [ 80 ] |
| 28  | Jerry Lee Lewis                    | Cantor e compositor                     | Estados Unidos                | 1935  | [ 81 ] |
| 28  | Hanneli Goslar                     | Enfermeira e sobrevivente do Holocausto | Israel/ Alemanha              | 1928  | [ 82 ] |
| 28  | Herman Daly                        | Economista ecológico                    | Estados Unidos                | 1938  | [ 83 ] |
| 29  | François Chesnais                  | Economista                              | França                        | 1934  | [ 84 ] |
| 29  | Cláudio Roberto                    | Compositor e músico                     | Brasil                        | 1952  | [ 85 ] |
| 29  | Ryan Karazija                      | Compositor                              | Estados Unidos                | 1982  | [ 86 ] |
| 30  | Lucyna Wiśniewska                  | Política                                | Polónia                       | 1955  | [ 87 ] |
| 31  | Francisco Appio                    | Político                                | Brasil                        | 1947  | [ 88 ] |
| 31  | José Nambi                         | Prelado                                 | Angola                        | 1949  | [ 89 ] |
| 31  | Robert Lynch Wilbur                | Botânico                                | Estados Unidos                | 1925  | [ 90 ] |